# Meragisa mochosema
Meragisa mochosema är en fjärilsart som beskrevs av William Schaus 1928. Meragisa mochosema ingår i släktet Meragisa och familjen tandspinnare. Inga underarter finns listade i Catalogue of Life.